# Leucania lutea
Leucania lutea là một loài bướm đêm trong họ Noctuidae.